# Guîtres
Guîtres (in okzitanischer Sprache gleichlautend) ist eine südwestfranzösische Gemeinde mit 1637 Einwohnern (Stand 1. Januar 2022) im Département Gironde in der Region Nouvelle-Aquitaine.

## Lage
Der Ort Guîtres liegt nahe der Einmündung des Lary in den Fluss Isle etwa 17 Kilometer nördlich von Libourne auf einer Höhe von etwa 20 Metern ü. d. M. Die Großstadt Bordeaux befindet sich gut 50 Kilometer südwestlich.

## Bevölkerungsentwicklung
| Jahr      | 1962 | 1968 | 1975 | 1982 | 1990 | 1999 | 2006 | 2018 |
| Einwohner | 1242 | 1279 | 1357 | 1377 | 1403 | 1478 | 1532 | 1585 |

Im 19. Jahrhundert hatte die Gemeinde meist zwischen 1250 und 1500 Einwohner. Die Reblauskrise sowie die zunehmende Mechanisierung der Landwirtschaft führten in der ersten Hälfte des 20. Jahrhunderts zu einem allmählichen Absinken der Einwohnerzahlen bis auf die Tiefststände in den 1940er Jahren. Wegen der relativen Nähe zur Großstadt Bordeaux und den auf dem Lande deutlich niedrigeren Immobilienpreisen ist in den letzten Jahrzehnten wieder ein leichter Anstieg der Bevölkerungszahlen zu verzeichnen.

## Wirtschaft
Guîtres lebte jahrhundertelang von der Landwirtschaft, zu der auch der Weinbau gehörte, der heute die größten Anbauflächen der Gemeinde einnimmt und über die Appellationen Bordeaux (AOC) und Bordeaux Supérieur (AOC) vermarktet wird. Aber auch der Tourismus in Form der Vermietung von Ferienwohnungen (gîtes) trägt zu den Einnahmen der Gemeinde bei.

## Geschichte
Die Geschichte des Ortes in eng verknüpft mit der im 11. Jahrhundert am Ufer der Isle gegründeten Benediktiner-Abtei Notre-Dame de Guîtres, deren Kirche die Zerstörungen der Revolutionszeit überstanden hat und heute als Pfarrkirche genutzt wird. Im Hundertjährigen Krieg (1337–1453) und hier vor allem in den Jahren zwischen 1360 und 1410 erlitt die Gegend schwere Verwüstungen, so dass sich ganze Dörfer und Landstriche entvölkerten, die später mit Zuwanderern aus den nördlich angrenzenden Regionen des Angoumois, der Saintonge und des Aunis wieder besiedelt wurden; daraufhin erhielt der Landstrich den Namen Pays Gabay. Im Jahr 1587 wurde Guîtres von den Hugenotten belagert.

## Sehenswürdigkeiten

### Ehemalige Abteikirche Notre-Dame
Die in Teilen noch romanische, aber größtenteils in gotischen Stilformen überkommene Kirche ist seit 1901 als Monument historique anerkannt.

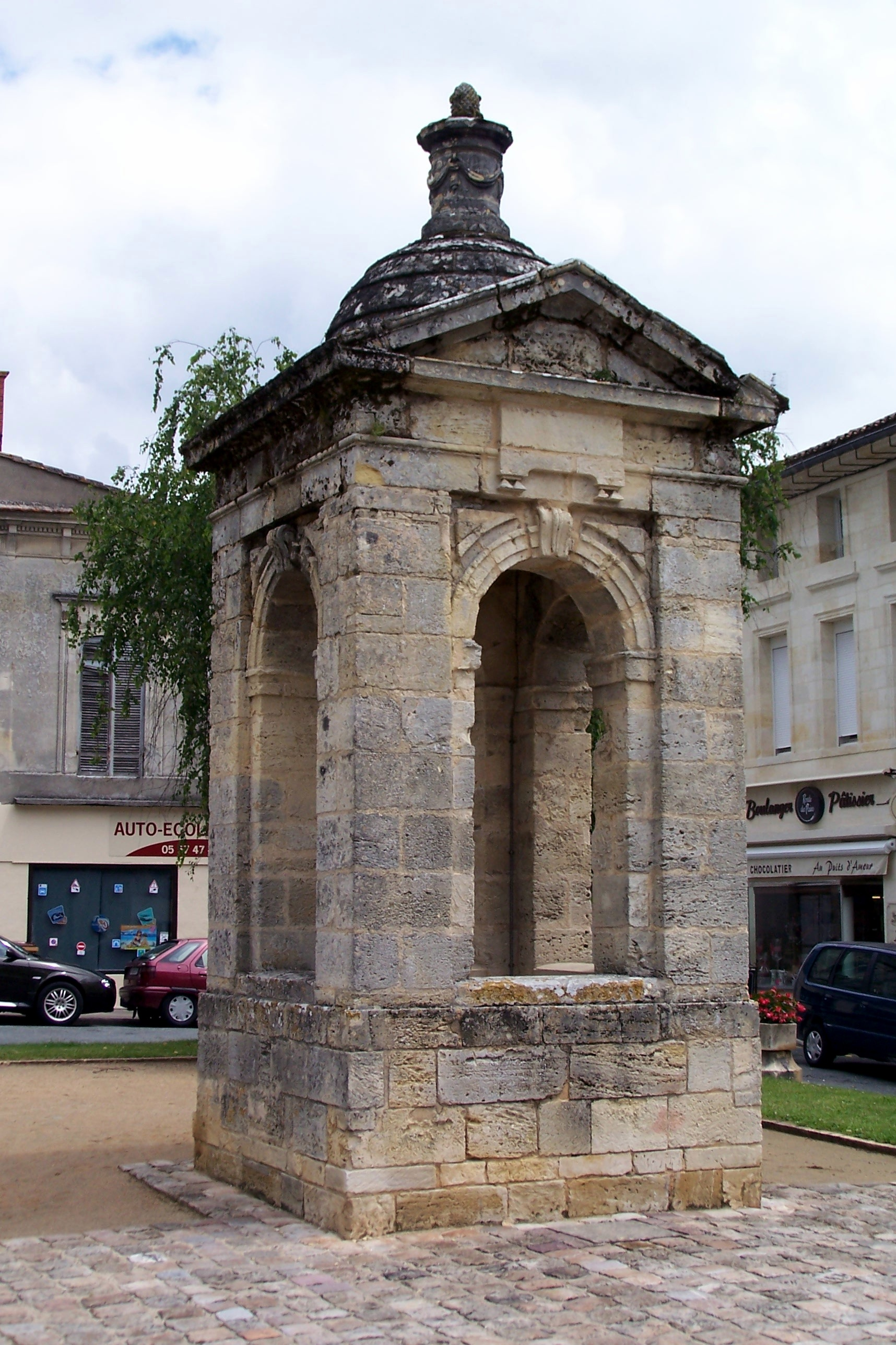
Brunnen Heinrichs IV.

### Sonstige
- Der aus der Renaissance (um 1600) stammende sogenannte ‚Brunnen Heinrichs IV.‘ befand sich ursprünglich auf dem Gebiet der Domaine de Belle-Isle; er wurde im Jahr 1983 von der Gemeinde erworben, auf einem kleinen Platz im Zentrum aufgestellt und anschließend gesäubert und ausgebessert. Der heute nicht mehr vorhandene Brunnenschacht ist durch vier Mauerstücke, auf denen auch die Schöpfeimer abgestellt werden konnten, gegen Unfälle gesichert; auf diesen Mauern ruhen vier Eckpfeiler, die eine Kuppel mit einer Vase tragen. Die Schauseite ist durch ein kleines Giebelfeld besonders betont. Der auch im Stadtwappen erscheinende Brunnen ist seit dem Jahr 1956 als Monument historique anerkannt.[2]
- Das mit Bronzefiguren und Draperien aufwendig gestaltete Kriegerdenkmal für die Gefallenen des Ersten Weltkriegs (Foto → Weblink) steht auf einer Anhöhe hinter der Kirche. Eine weibliche Figur (Marianne) bringt einen Lorbeerkranz (Siegessymbol) und zwei Palmwedel (Märtyrersymbole); ihre leicht gebückte Körperhaltung deutet darauf hin, dass sie im Begriff ist, diese Gegenstände vor dem das Denkmal bekrönenden gallischen Hahn niederzulegen.

## Partnergemeinde
- Schladen, Niedersachsen (seit 1994)